# Parc Schwarzenberg
Pour les articles homonymes, voir Schwarzenberg.

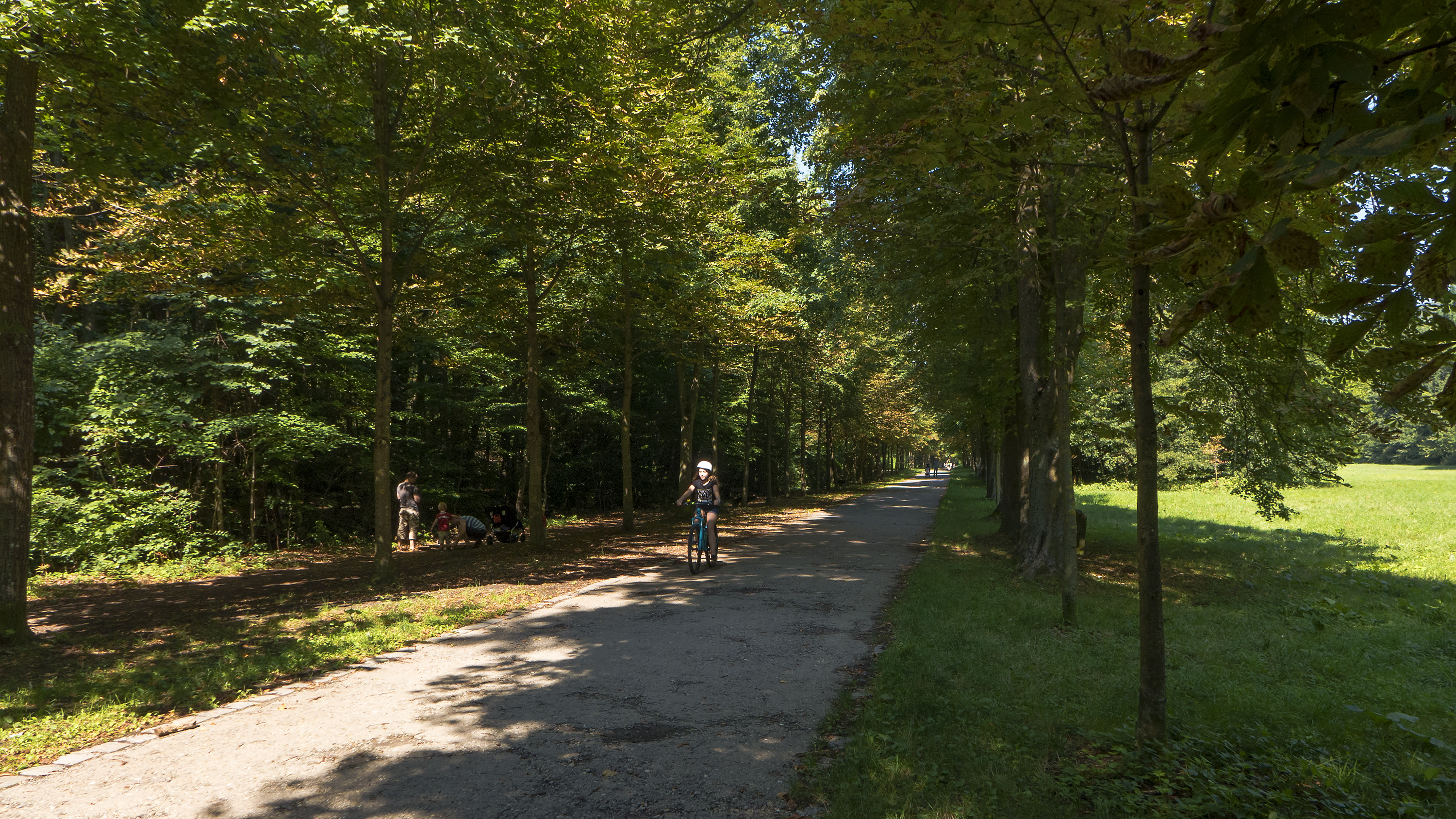
Schwarzenbergpark

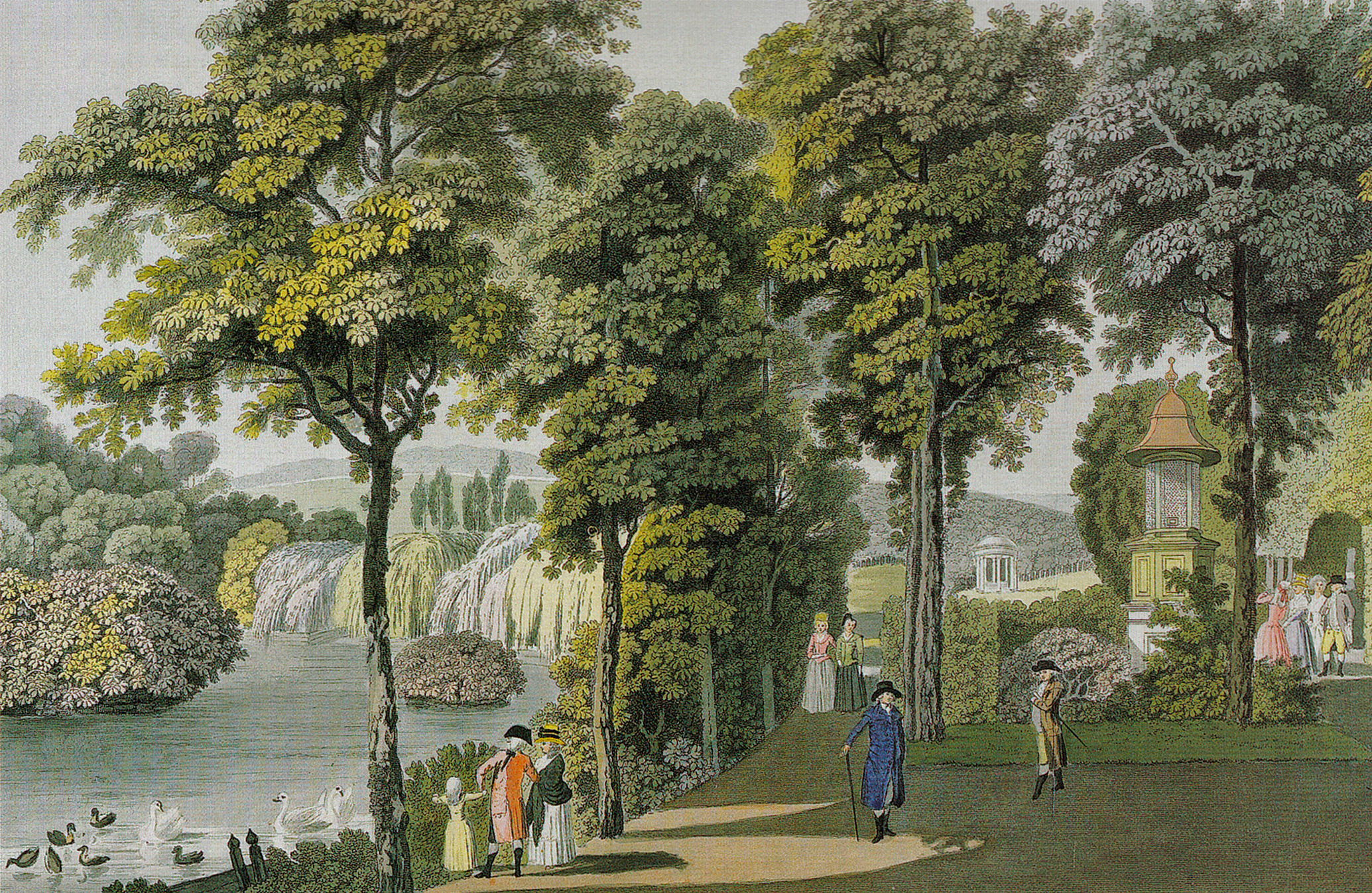
Le parc du château de Neuwaldegg (1792)

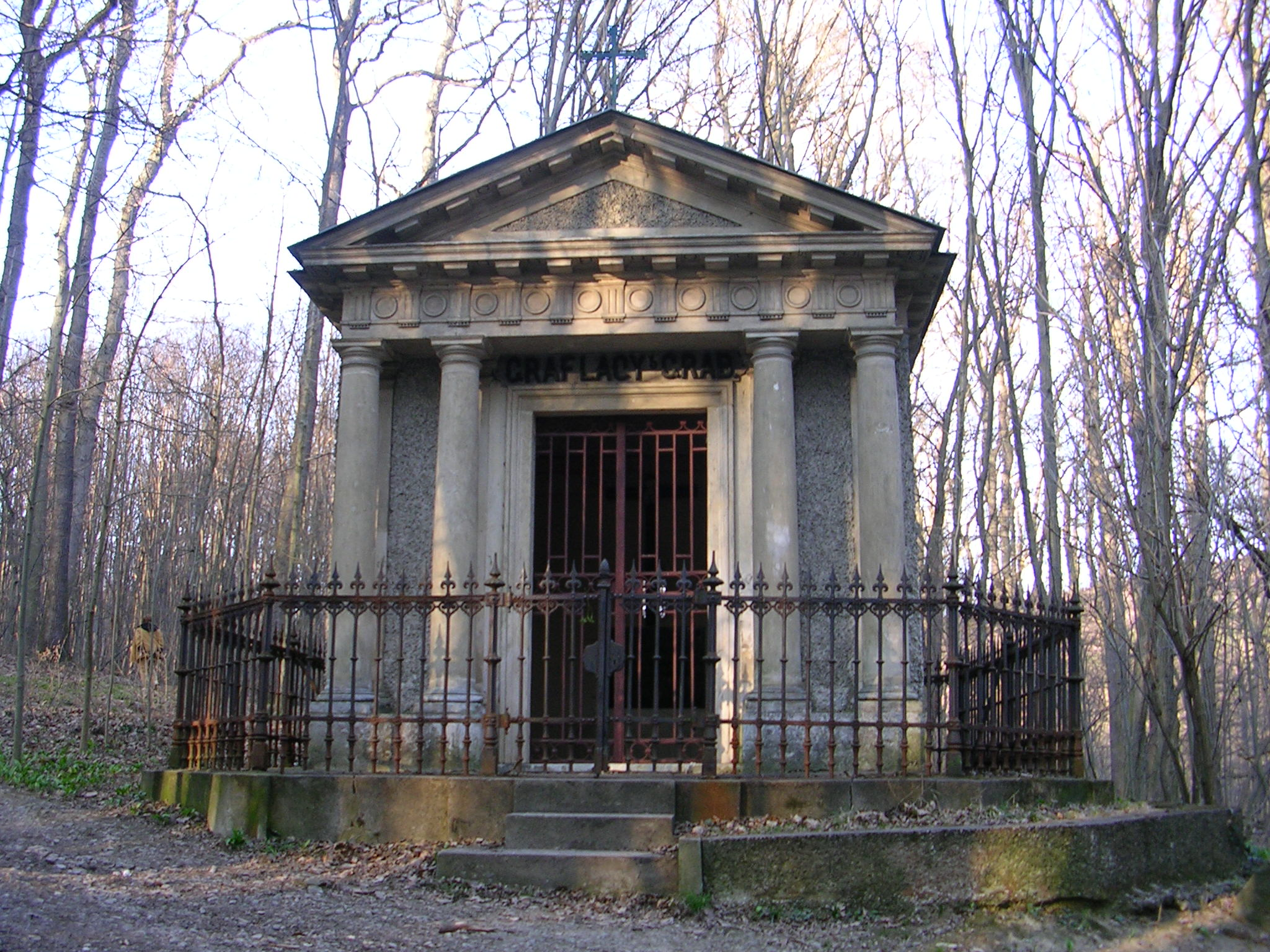
Tombe de Lascy (ou Lacy) dans le Schwarzenbergpark

Le Schwarzenbergpark, également appelé Dornbacher Park, est un parc de Vienne situé dans l'arrondissement de Hernals, dans le quartier de Neuwaldegg. En tant qu'ancien parc du château de Neuwaldegg, c'était le premier jardin paysager anglais d'Autriche.

## Histoire
Le feld-maréchal Franz Moritz Graf von Lascy (également: Lacy, 1725–1801) a acheté le château et la seigneurie de Neuwaldegg en 1765 et a eu la zone, qui s'étend du district de Dornbach aux limites de la ville nord-ouest d'aujourd'hui et était le terrain de chasse du château, réaménagé en parc naturel. À cette époque, c'était l'un des plus grands jardins d'agrément et paysager d'Europe. La tombe de Lascy est située près de la Höhenstraße dans une zone boisée du parc. Le parc est en grande partie entouré de parcelles de forêt et de prairie appartenant à la forêt viennoise (Wienerwald) du nord de Vienne.
Depuis 1801, le parc, tout comme le château de Neuwaldegg, qui jouxte son centre-ville, appartient à la famille Schwarzenberg. En 1958, la municipalité de Vienne a acheté le Schwarzenbergpark pour en faire une zone de loisirs locale.

## Description
Le parc couvre une superficie de près de 80 hectares. La ligne droite de 2 km traverse le parc du château aux limites de la ville le long de la Schwarzenbergallee. 
Les installations appartiennent à la zone de protection du paysage Hernals–Wienerwald (au total 6 km²). Dans la région, il y a aussi le monument naturel Schwarzbergenpark Eckbach, un affleurement géologique de falaises calcaires dans la forêt de grès viennoise.

## Obélisques
Dans le parc, il y a deux obélisques, dont l'un avec le nom KYSELAK gravé dessus. Joseph Kyselak a fait de nombreuses longues randonnées à travers les bois de Vienne pendant son temps libre pendant la période Biedermeier. Equipé d'un pot de peinture à l'huile noire, il a laissé ses célèbres lettres «KYSELAK» sur de nombreuses ruines, dalles de roche et piliers de ponts dans toute l'Autriche. Le nom Kyselak peut encore être trouvé aujourd'hui sur divers murs et places, bien que souvent sous une forme mutilée. La plupart des tags portant le nom Kyselak sont des faux modernes.
Photographie de 1910 Lien vers l'image
L'inscription sur l'obélisque du Schwarzenbergpark ne peut être vue sur une photographie de 1910. Cependant, la photo n'est pas une preuve stricte que le lettrage maintenant clairement lisible est un faux . Il n'en reste pas moins que Kyselak n'a jamais gravé son nom, il l'a seulement peint. Ceci et la taille de la police inhabituellement différente (Kyselak utilisait un pochoir) sur l'obélisque suggèrent une falsification récente.

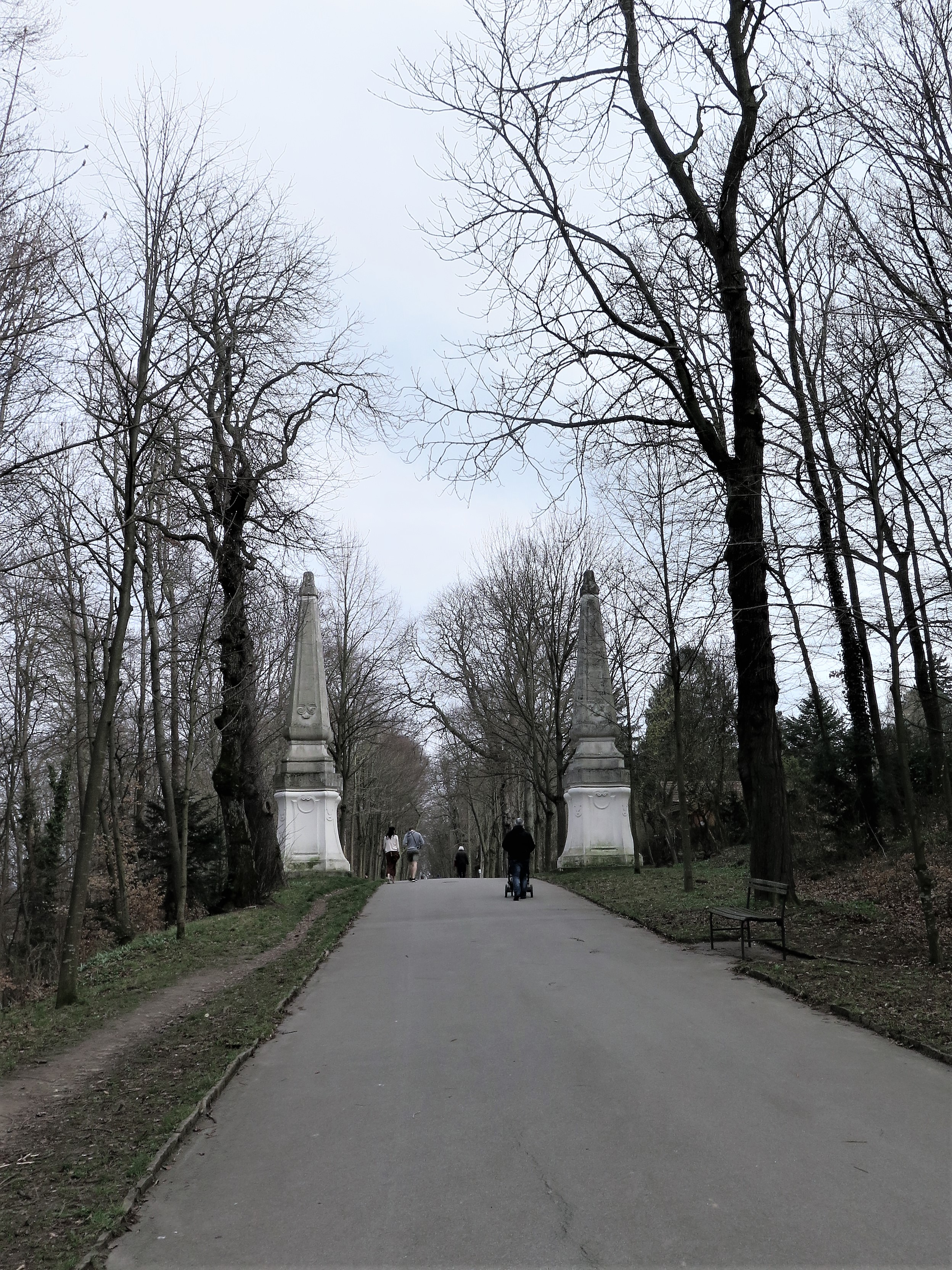
Les obélisques de Schwarzenbergpark

Les obélisques sont populairement connus sous le nom de balançoire de Marie-Thérèse : selon la légende, Marie-Thérèse avait installé une balançoire ici.